# Gonolobus colombianus
Gonolobus colombianus är en oleanderväxtart som beskrevs av G. Morillo. Gonolobus colombianus ingår i släktet Gonolobus och familjen oleanderväxter. Inga underarter finns listade i Catalogue of Life.